# مقبرة الإسكندر (روستوف-نا-دونو)
مقبرة الإسكندر (بالروسية: Памятник Ангел-воин) هي مقبرة تقع بمدينة روستوف-نا-دونو بروسيا.

## تاريخ
تقع مقبرة الإسكندر في مدينة روستوف-نا-دونو، وتبلغ مساحتها الإجمالية حوالي 0.03 كم2. التاريخ الدقيق لإنشاء المقبرة غير معروف.
بالقرب من المقبرة هناك كنيسة سريتنسكي، وهي كنيسة أرثوذكسية روسية بُنيت في بداية القرن العشرين.

## الأشخاص المشهورون المدفونون في المقبرة
أليكسي بيريست (1919-1970) - ضابط سياسي سوفيتي وأحد جنود الجيش الأحمر الثلاثة الذين رفعوا راية النصر. هناك نصب تكريمي له في المقبرة.